# 滋賀中央信用金庫
滋賀中央信用金庫（しがちゅうおうしんようきんこ）は、滋賀県近江八幡市桜宮町に本店、滋賀県彦根市中央町に本部を置く信用金庫。
平成16年7月20日に彦根信用金庫と近江八幡信用金庫が合併して発足した。

## 沿革
- 1914年（大正3年）8月18日 - 有限責任彦根信用組合として設立。
- 1943年（昭和18年）8月 - 市街地信用組合に転換・改組。
- 1950年（昭和25年）4月 - 信用協同組合に転換・改組。
- 1951年（昭和26年）10月 - 信用金庫に転換、彦根信用金庫に改組。
- 2004年（平成16年）7月20日 - 近江八幡信用金庫との合併により滋賀中央信用金庫発足。
- 2020年（令和2年）9月14日 - この日から磁気の影響を受けにくい新しい通帳（Hi-Co通帳）を取扱開始した(Hi-Co通帳に対応していない信用金庫ATMではHi-Co通帳は使えない。)[1]。